# 共同テーブル
共同テーブル（きょうどうてーぶる）は、日本のリベラル勢力や社会民主主義勢力の連携・野党共闘を支援する識者団体。護憲や非正規社会からの脱却、脱原発などに賛同する学者や作家、弁護士らが発起人となって発足された。

## 概要
2021年8月18日に発足の記者会見が行われ、同28日には千代田区の星陵会館で発足記念シンポジウム「いのちの安全保障を考える」が開かれた。
共同テーブルの発足当時、社民党党首の福島瑞穂は「緩やかで幅広いネットワークの誕生は大歓迎。おおいに連携したい」と連携に意欲を示しており、こうした機運の後押しもあって同党と各地に地方議員を擁する新社会党や緑の党グリーンズジャパンとの連携が深まったとされる。また、共同テーブルと野党との関係性について発起人の一人である憲法学者の清水雅彦は「基本は立民を先頭に政権交代を目指さないといけない」としており、共同テーブルと同じく社会民主主義を標榜する社会民主主義フォーラムなどを含めた立憲民主党との共闘にも前向きだとされる。
反貧困ネットワークの世話人で共同テーブルの発起人にも名を連ねる雨宮処凛は「非正規社会からの脱却」や「いのちの安全保障」という標語が自分のこれまでの活動や問題意識と重なり、「思わず涙ぐみそうになった」、「誰かを犠牲にして成り立つ社会を、一刻も早く終わらせたい」としている。
2024年4月1日には衆議院第一議員会館で「『金権』から『民権』へ　『政治改革』を問う」と題したシンポジウムを主催し、自民党の裏金問題の告発を行う神戸学院大学教授の上脇博之を講演者として招くなど、政治資金に関する問題に対しても批判を行っている。

## 地方組織
東京に事務局を置く共同テーブルのほか、千葉県の「共同テーブルちば」や近畿地方の「共同テーブル近畿」など、地方版の組織も存在している。